# Lucy Knox
Lucy Knox (9 novembre 1845 - 10 mai 1884) est une poétesse anglo-irlandaise de l'ère victorienne.

## Biographie
Knox est née sous le nom de Lucy Spring Rice à Hither Green, Lewisham, deuxième fille de Stephen Spring Rice et Ellen Mary Frere, et petite-fille de Thomas Spring Rice (1er baron Monteagle de Brandon). À l'âge de vingt ans, elle épouse Octavius Newry Knox, petit-fils de Thomas Knox (1er comte de Ranfurly), et son nom de femme devient Knox.
Son premier ouvrage publié, un sonnet, parait dans une édition de 1870 du Macmillan's Magazine. Le premier recueil de poésie de Knox, Sonnets and Other Poems, est publié en privé à Londres en 1870. Le volume contient trente-trois poèmes, largement concernés par les préoccupations sociales et politiques, l'amour et le mariage. En 1877, Knox contribue plusieurs poèmes à l'Irish Monthly aux côtés de son père et de son cousin, Aubrey Thomas de Vere. Son deuxième et dernier recueil de poésie, Four Pictures from a Life, and Other Poems, est publié en 1884, contenant quarante-sept poèmes originaux, seize traductions de l'allemand et deux traductions de l'italien. Parmi eux se trouve Carlyle, une complainte pour son ami de la famille Thomas Carlyle. Une critique dans The Academy exprime son admiration pour l'authenticité et le mérite de Knox.
Knox est décédé à l'âge de 39 ans après avoir eu trois filles et un fils avec Octavius. Son petit-fils est le juge britannique Sir John Leonard Knox.